# Erstagatan
| Erstagatan sedd mot norr (t.v.) respektive syd från Folkungagatan, februari 2014. |  | Erstagatan sedd mot norr (t.v.) respektive syd från Folkungagatan, februari 2014. |
| Erstagatan sedd mot norr (t.v.) respektive syd från Folkungagatan, februari 2014. |  |                                                                                   |

Erstagatan är en gata på östra Södermalm i Stockholm. Gatan sträcker sig från Fjällgatan i norr till Skånegatan i syd och är cirka 480 meter lång. Gatan fick sitt nuvarande namn i samband med den stora namnrevisionen i Stockholm 1885. Lilla Erstagatan är en kort parallellgata väster om Erstagatan som fick sitt nuvarande namn 1968. Förlängningen söderut från Lilla Erstagatan heter Ersta trappor.

## Historik

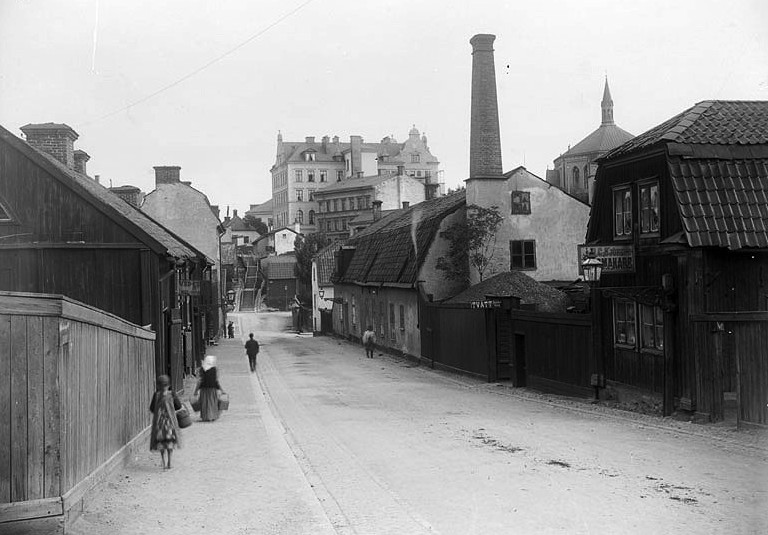
Erstagatan vy norrut, 1896.

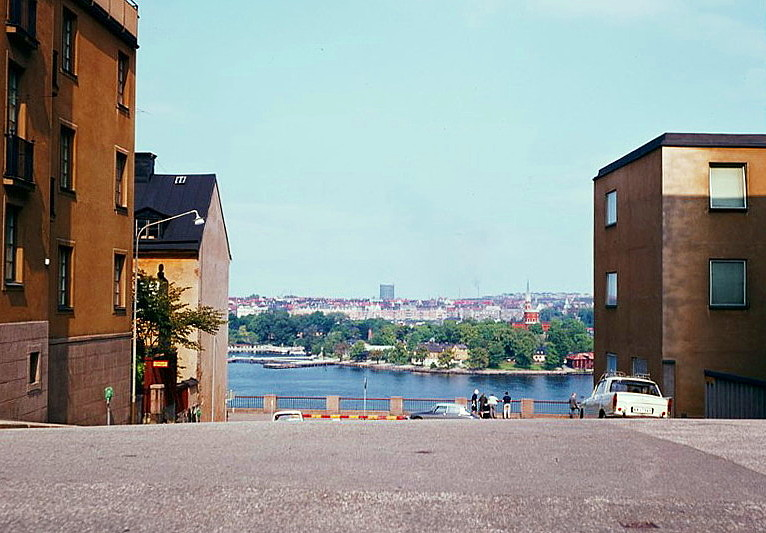
Lilla Erstagatan vy norrut, 1968.

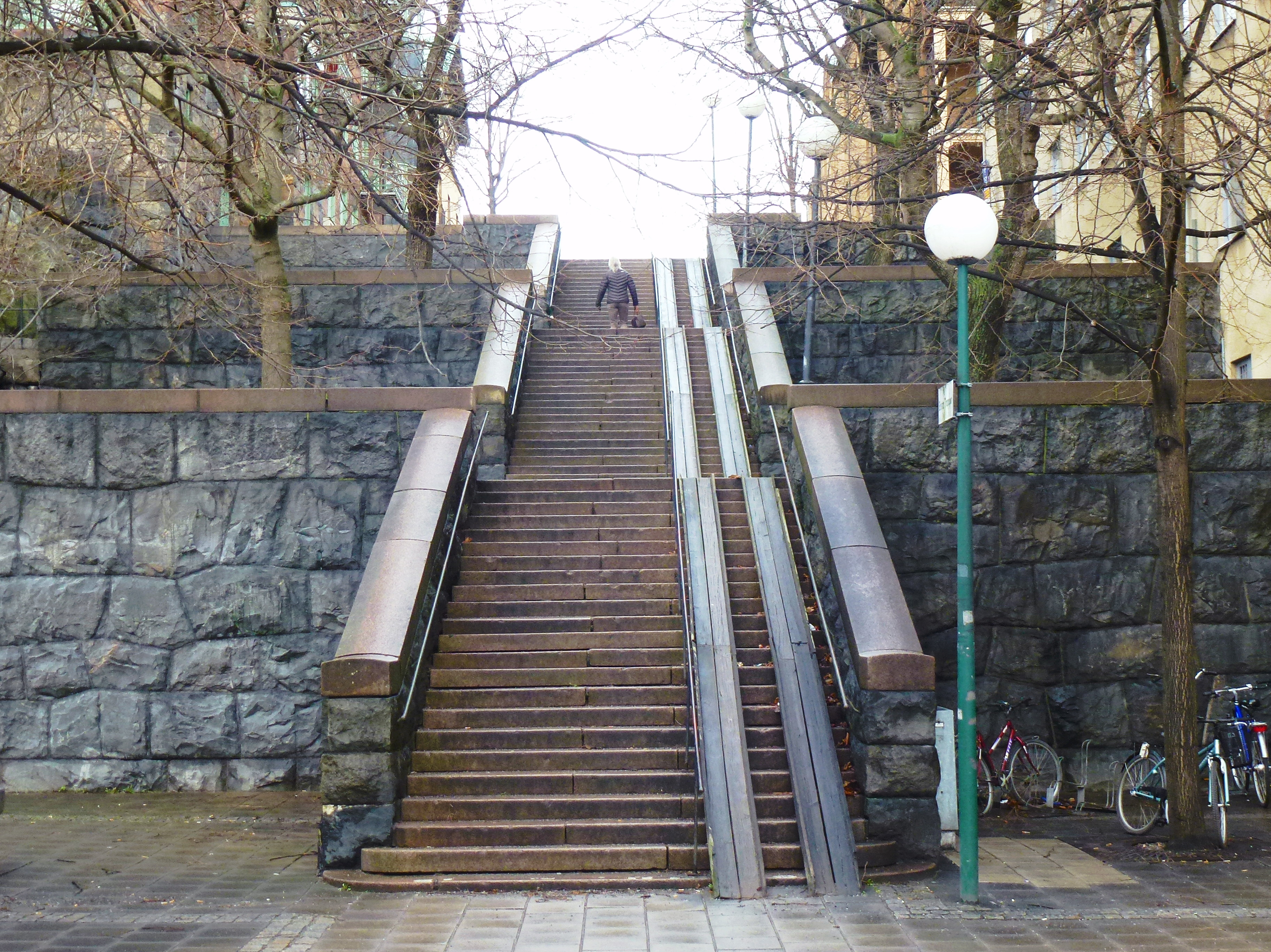
Ersta trappor vy norrut, 2014.

### Erstagatan
- Koordinater: 59°19′1″N 18°5′22″Ö / 59.31694°N 18.08944°Ö

Namnet härrör från Ersta malmgård som uppfördes förmodligen på 1670-talet av en brännvinsbrännare Oluf Håkansson. I Holms tomtbok från 1674 kallas området Ehrstad och några byggnader redovisas där. Gatans avsnitt norr om Folkungagatan hette på 1600-talet Ersta Backe och söder därom Beckgårdz Gatan. På Petrus Tillaeus karta från 1733 kallas den södra delen Tiärhofs twär gr.
År 1862 överläts Ersta malmgård av dåvarande ägaren justitierådet Axel Adlercreutz till Diakonisällskapet som lät uppföra nya byggnader på tomten, bland annat Ersta kapell på östra sidan om Erstagatan och Ersta sjukhus vars område sträcker sig längs västra sidan av Erstagatans norra del. Vid namnrevisionen 1885 gavs namnet Erstagatan åt ”Erstabacke och Tjärhofstvärgränd samt denna gränds fortsättning till sydöstra hörnet af Hvita Berget”.

### Lilla Erstagatan, Ersta trappor
- Koordinater: 59°19′1″N 18°5′17″Ö / 59.31694°N 18.08806°Ö

Lilla Erstagatan sträcker sig längs västra sidan av Ersta sjukhusområde och är cirka 90 meter lång. Här låg egendomen ”Lilla Ersta” som 1817 förvärvades av Karl XIV Johans tandläkare Jean Baptiste Dubost. Han lät 1827 uppföra ett 18 meter högt utsiktstorn på berget. Tornet kallades i folkmun för ”Tandpetaren” med anspelning på Dubosts yrke som hovtandläkare och fanns kvar till omkring 1870. Även Lilla Ersta köptes av Ersta diakoni som inrättade på 1860-talet ett barnhem i byggnaden”.
Från Lilla Erstagatan leder ”Ersta trappor” ner till Stigbergsparken och Folkungagatan. Det är en bred stentrappa i tre trapplopp som fick sitt namn 1968.